# Teodosie Bârcă
Teodosie Bârcă (n. 1894, comuna Tătărăuca Nouă, județul Soroca (interbelic) – d. secolul al XX-lea) a fost un politician român, membru al Sfatului Țării care a votat Unirea Basarabiei cu România.

## Sfatul Țării
Teodosie Bârcă a fost unul din membri Sfatului Țării care a votat Unirea Basarabiei cu România.

## Galerie de imagini

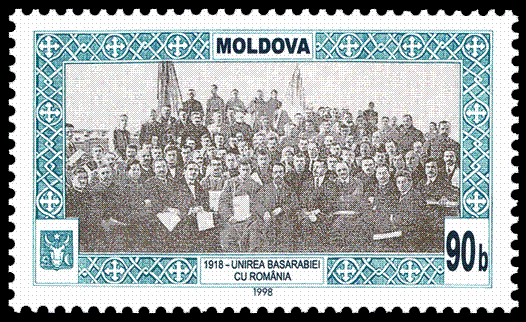
Membrii Sfatului Țării pe un timbru moldovenesc din 1998.